# Август Фольц

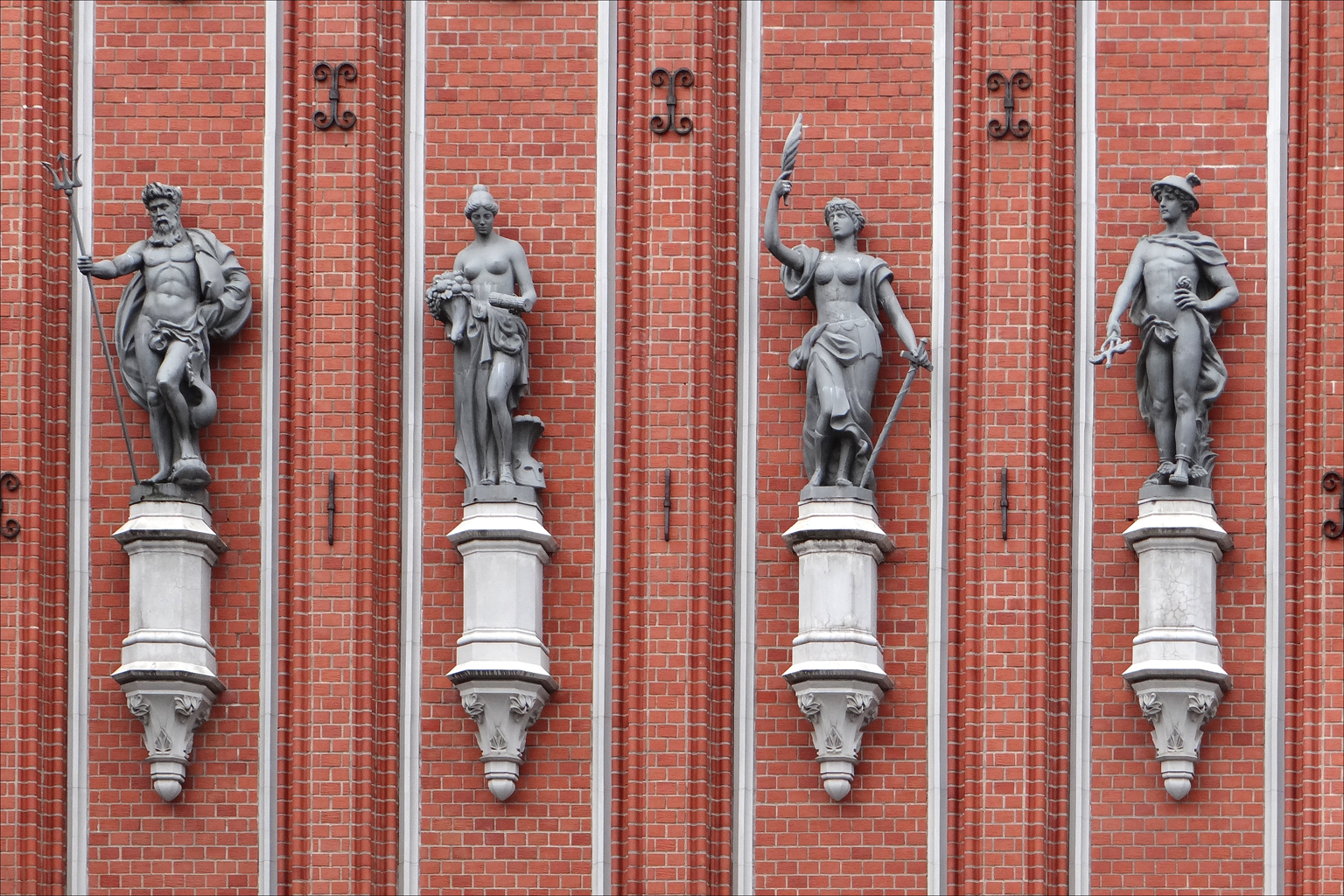
Алегоричні скульптури на фасаді Будинку Чорноголових

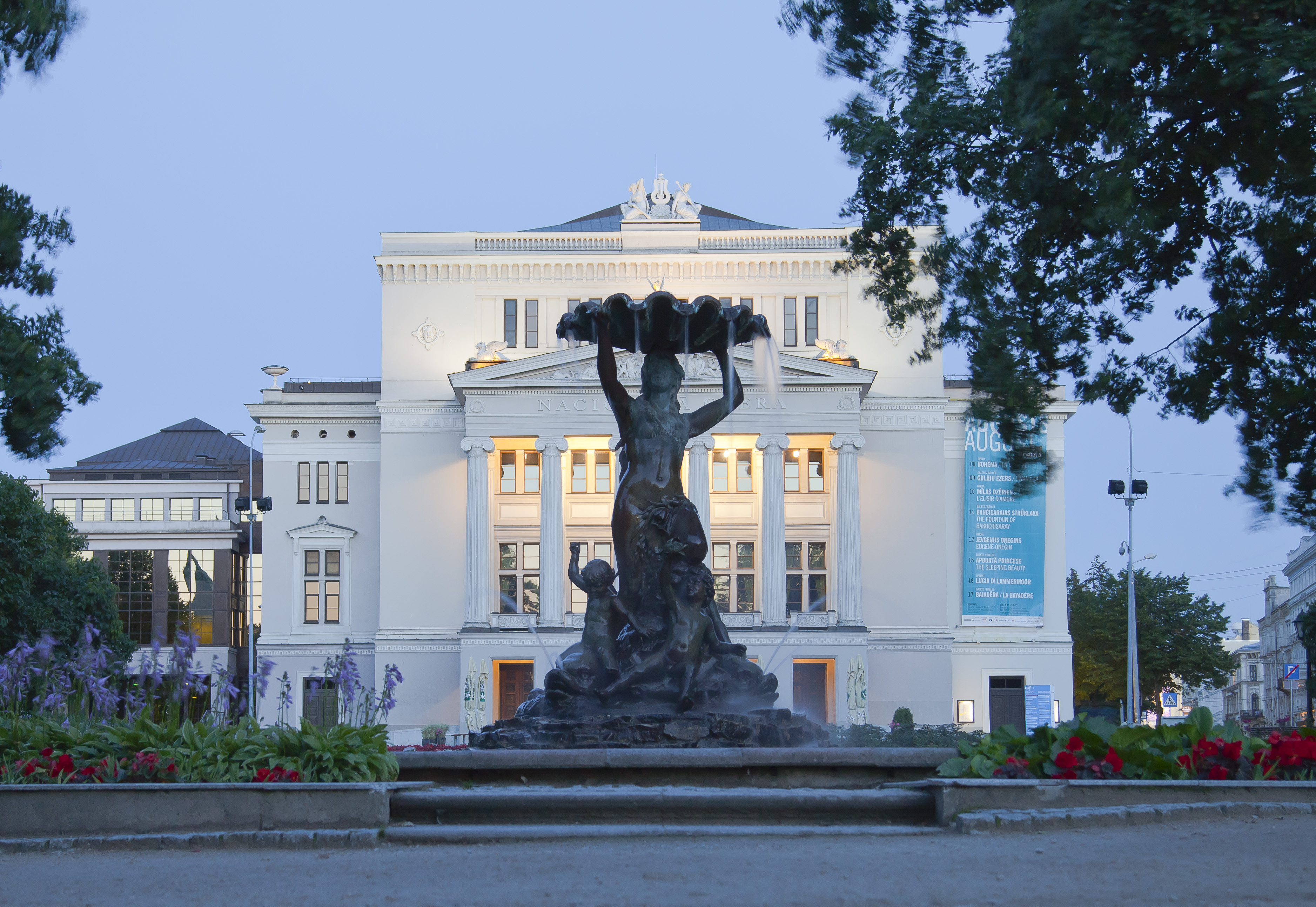
Фонтан перед Латвійською національною оперою

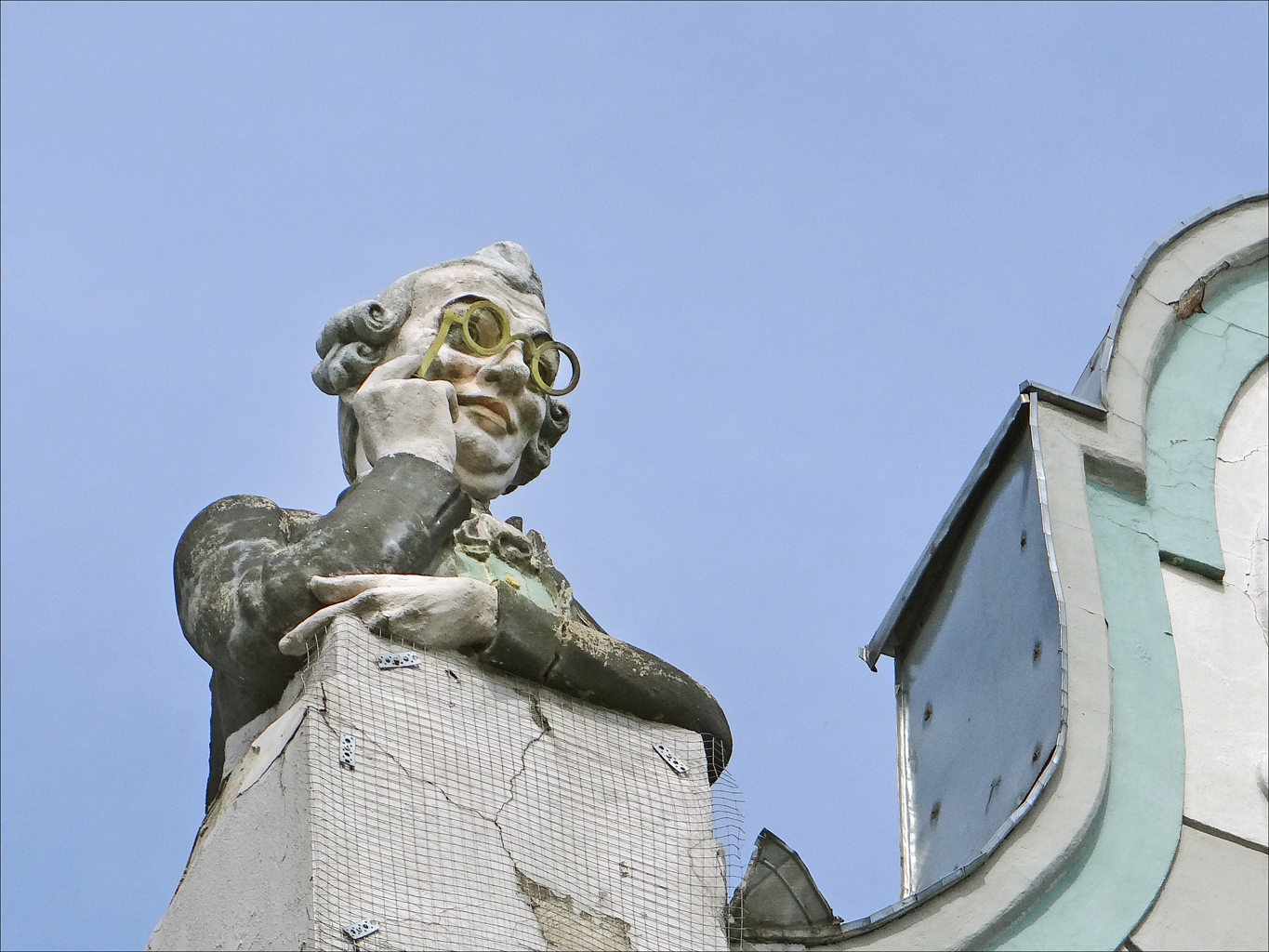
Скульптура на будинку в Таллінні

Август Фольц (нім. Fugust Franz Lebrecht Volz, 27 лютого або 7 березня 1851 Магдебург — 20 червня 1926 Рига) — ризький скульптор.

## Біографія
Август Фольц народився 7 березня 1851 в Магдебурзі одинадцятою дитиною в родині шевця Йоганна Вольца і його дружини Йоханн, уроджена Морін.
Навесні 1869 року переїхав до Берліна, де спочатку працював в майстерні скульптора, а з осені навчався скульптурі в прусській Академії мистецтв під керівництвом Едуарда Гольбейна, Карла Домшке, Фрідріха Еггерса і Карла Гепперт. У 1870 році, під час франко-пруської війни, він спробував вступити в армію, але отримав відмову бо був неповнолітнім і вже було занадто багато добровольців. Закінчив Берлінську академію мистецтв.
Під час навчання працював на різних семінарах. У жовтні 1871 року компанія припинила навчання в академії і почав працювати повний робочий день на фірмі Ende & Böckmann. Від цієї фірми він приїхав до Риги восени 1875 р. з Магдебурга для роботи над скульптурним оформленням великого багатоквартирного будинку.
2 січня 1876 року Фольц відкрив майстерню на вулиці Миколаївській (Кр. Валдемар), 31. Друга майстерня згодом була розташована на вул. Гауяс, 9.
У 1876 Август Фольц одружився з Марією, уродженкою Терм і у них було семеро дітей, двоє з яких загинули до початку Першої світової війни. У 1909 році Марія померла, а 1911 році він одружився вдруге з Ольгою-Луїзі Калнінг і у них народився син. Після смерті Августа дружина продовжила справу скульптора, а в 1939 поїхала до Німеччини. Нащадки живуть в Німеччині.
У 1996 році на вул. Крішьяна Вальдемара, 31, де містилася його майстерня, була встановлена меморіальна дошка.

## Реалізовані проекти

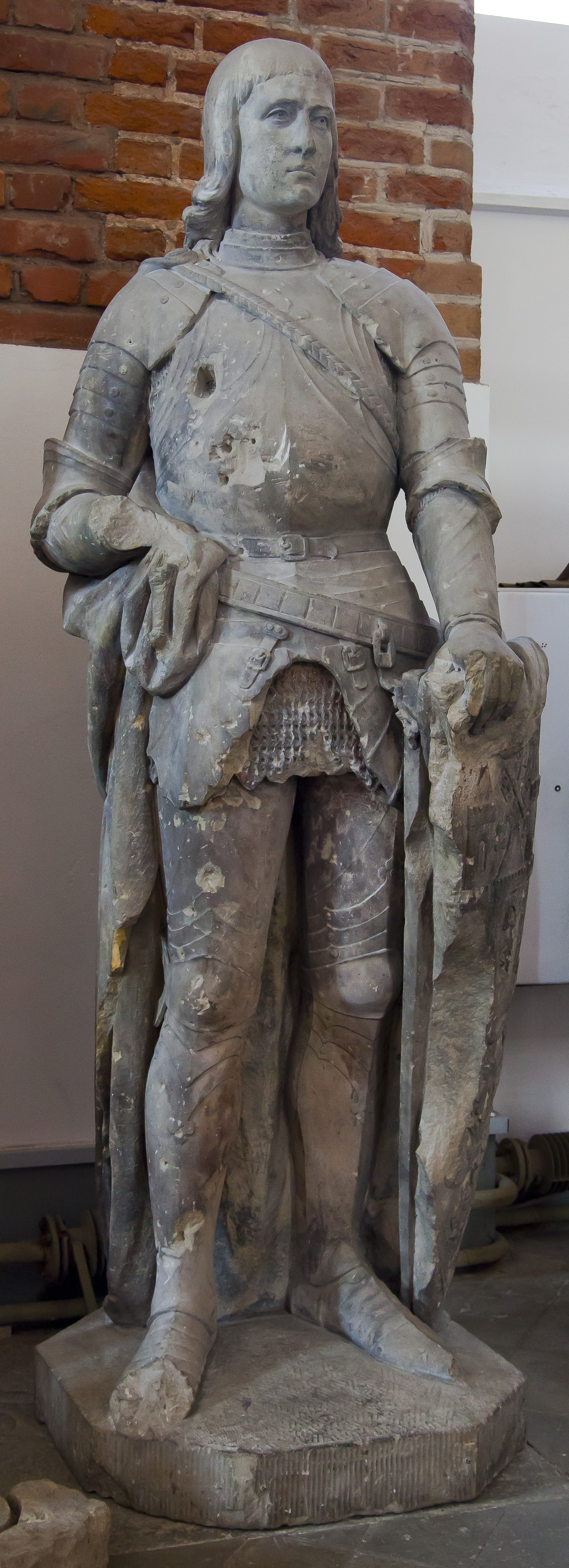
Оригінальна статуя (пошкоджена під час Другої світової війни)

- Оригінальна статуя (пошкоджена під час Другої світової війни), авторства серпня Фольца. Копія стоїть на площі
- Атланти біля входу Національний театр[6]
- Дві скульптурні групи на фасаді 17-ї середньої школи[6]
- Фронтон, сходи, і колони Художнього музею[6]
- Портал з двома жіночими головками на будівлі по вул. Кр. Валдемар, 31[6]
- Атланти даху будівлі по вул. Театру, 9[6]
- Композиція на фронтоні будівлі Латвійського радіо[6]
- Композиція на фасаді Французького посольства[6]
- Леви в Верманському парку[6]
- Фігура ремісника на будинку по вулиці Матіса, 21[6]
- Хлопчик, який читає книгу на даху будівлі Великої гільдії (вул. Амато, 4)[6]
- Скульптури на будинку по вул. Смілшу, 3[10]
- Вілла Стріцкого[11]
- Будинок Пфаба на Кр. Барона, 12[3]
- Фонтан з німфою (Рига) (1887)
- Будинок Пфаба
- Статуя лицаря (Рига)
- Верманського парк
- статуя Роланда
- парк Кронвалда
- Стела з фігурою лицаря на Бульварі Зігфріда Анни Мейеровіца
- Статуя Роланда (Рига)
- Будинок Бен'ямінов (Рига)
- Золотий лицар (Рига)
- Ризький югендстиль[en]